# Onthophagus vinctoides
Onthophagus vinctoides är en skalbaggsart som beskrevs av Frey 1957. Onthophagus vinctoides ingår i släktet Onthophagus och familjen bladhorningar. Inga underarter finns listade i Catalogue of Life.